# Jean-François Demay
Jean-François Demay, né le 18 mai 1798 à Mirecourt et mort le 2 octobre 1850 à Paris, est un peintre français.

## Biographie
Jean-François Demay est le fils de Vincent François Demay et de Barbe Catherine Mersey.
Il meurt célibataire à Paris, à l'âge de 51 ans. Il est inhumé le 6 octobre 1850 au cimetière de Montmartre.

## Galerie

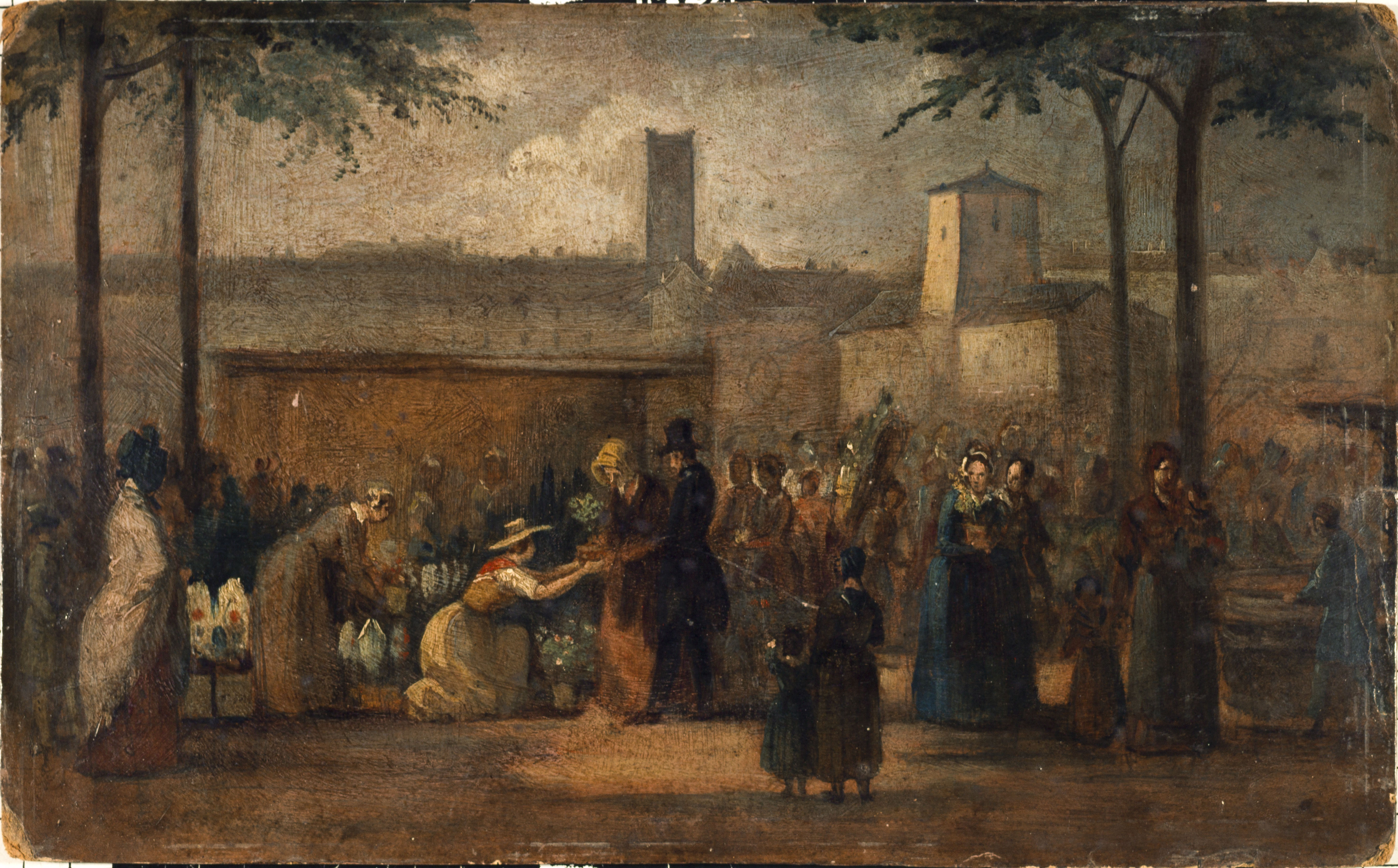
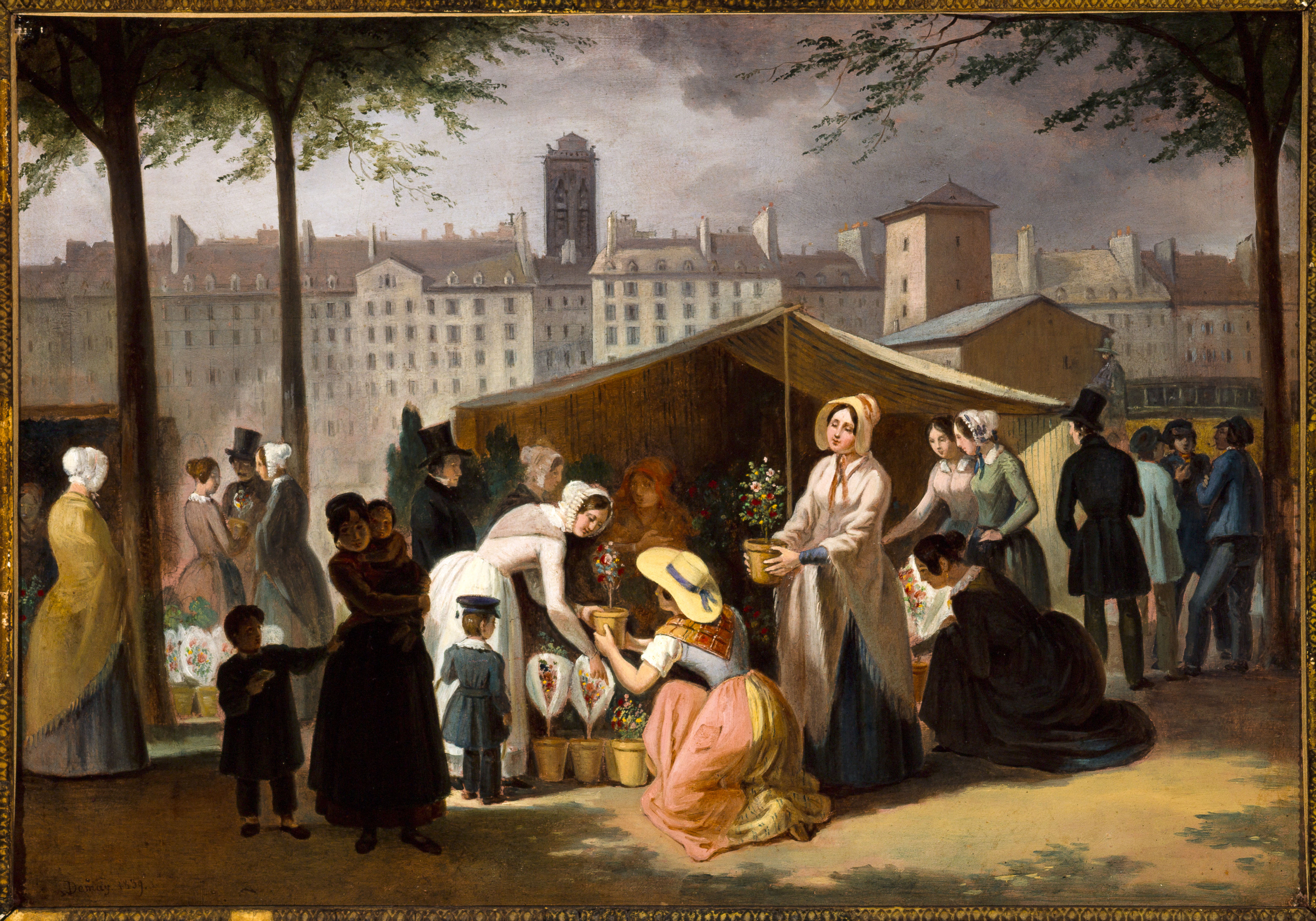